# Black Country Living Museum

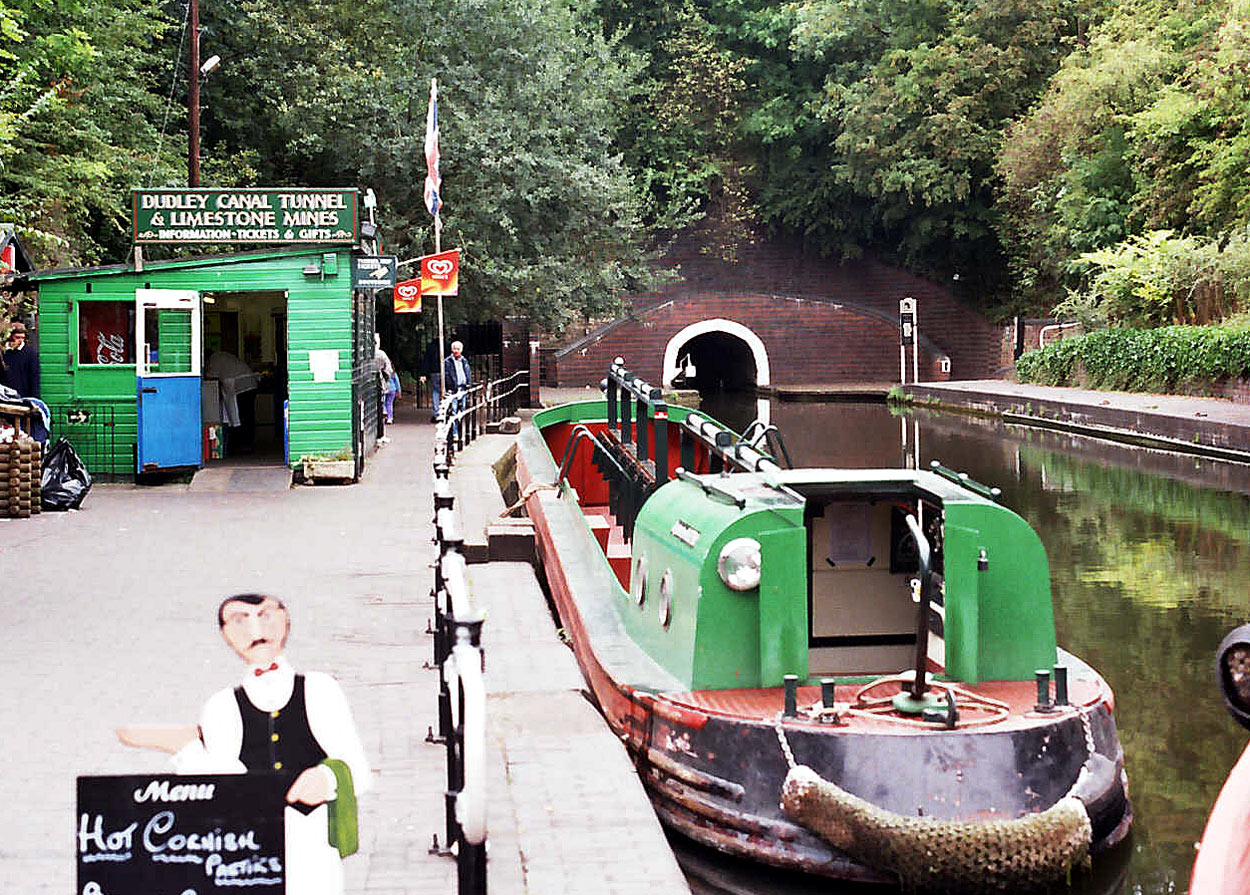
Kanalboot im Black Country Living Museum

Das Black Country Living Museum ist ein großes Freilichtmuseum mit historischem Fahrbetrieb. Es befindet sich in  Dudley in England, mitten im historischen Black Country, einem ehemaligen Kohle-Abbaugebiet.

## Geschichte
In dem 1975 gegründeten Museum wird die Zeit ab der zweiten Hälfte des 19. Jahrhunderts bis in die frühen 1920er Jahre dargestellt. Auf einem ca. 10 Hektar großen Gelände befinden sich etwa 40 historische Gebäude. Wer das Museum besucht, fühlt sich unversehens ins Viktorianische Zeitalter versetzt. Auf den Straßen herrscht buntes Treiben. In nostalgischen Ladenlokalen stößt man auf ein Warenangebot, wie es in modernen Geschäften schon lange nicht mehr zu finden ist. Man kann ins altmodisch eingerichtete Kino gehen oder auf den Jahrmarkt mit seinen historischen Fahrgeschäften. 2010 wurde die komplette Old Birmingham Road, Dudleys Hauptstraße der 1930er Jahre, in das Freilichtmuseum verlegt. Zu den Hauptattraktionen gehört eine unterirdische Kohlenmine.
Die Gebäude stammen in der Regel aus Mittelengland. Sie wurden Stein für Stein abgetragen und im Museum wieder aufgebaut. Ein Auszug aus der Liste der ausgestellten Gebäude:
- Schule
- engl. Kneipe (Pub)
- Bäckerei mit Laden
- Wohnhaus
- Eisenwarenladen
- Kapelle
- Schmiede
- Stummfilm-Kino
- Rummelplatz
- Messinggießerei
- Walzwerk
- Bootswerft
- Wagenhalle der Straßenbahn
- Wagenhalle der Busse und Trolleybusse
- unterirdische Kohlemine

Die verschiedenen Teile des weitläufigen Museumsgeländes werden durch historische Oberleitungsbusse und Straßenbahnen miteinander verbunden. Unter anderem verkehren auf dem Museumsgelände zusammen mit dem Trolleybus-Museum Sandtoft die letzten Doppeldecker-O-Busse weltweit. Außerdem verkehren Boote auf einem Flusskanal.
Angestellte Schauspieler stellen die damalige Zeit authentisch dar. Sie tragen historische Kleidung und gehen dem damaligen Alltag nach: so betreibt die Bardame den Pub, in dem sich die Museumsgäste ausruhen können. Im historischen Fischgeschäft kann man die berühmten Fish and Chips kaufen, ein Polizist ist zu Fuß oder mit dem Fahrrad unterwegs und achtet auf Ordnung. Es ist auch möglich, an einer historischen Schulstunde teilzunehmen.
Eine andere Attraktion ist der Narrowboat-Kanal mit den historischen Kanalbooten, auf denen früher die Kohle transportiert wurde. Dazu gehört auch der 'Dudley Tunnel', der gegen Voranmeldung in historischen Booten befahren werden kann.

## Newcomen Dampfmaschine
1712 erbaute Thomas Newcomen die erste industriell arbeitende Dampfmaschine für eine Kohlenmine nicht weit vom heutigen Museum entfernt. Das Museum verfügt über die einzige funktionierende 1:1 Replique von dieser Maschine mitsamt Maschinenhaus.

## Bildergalerie

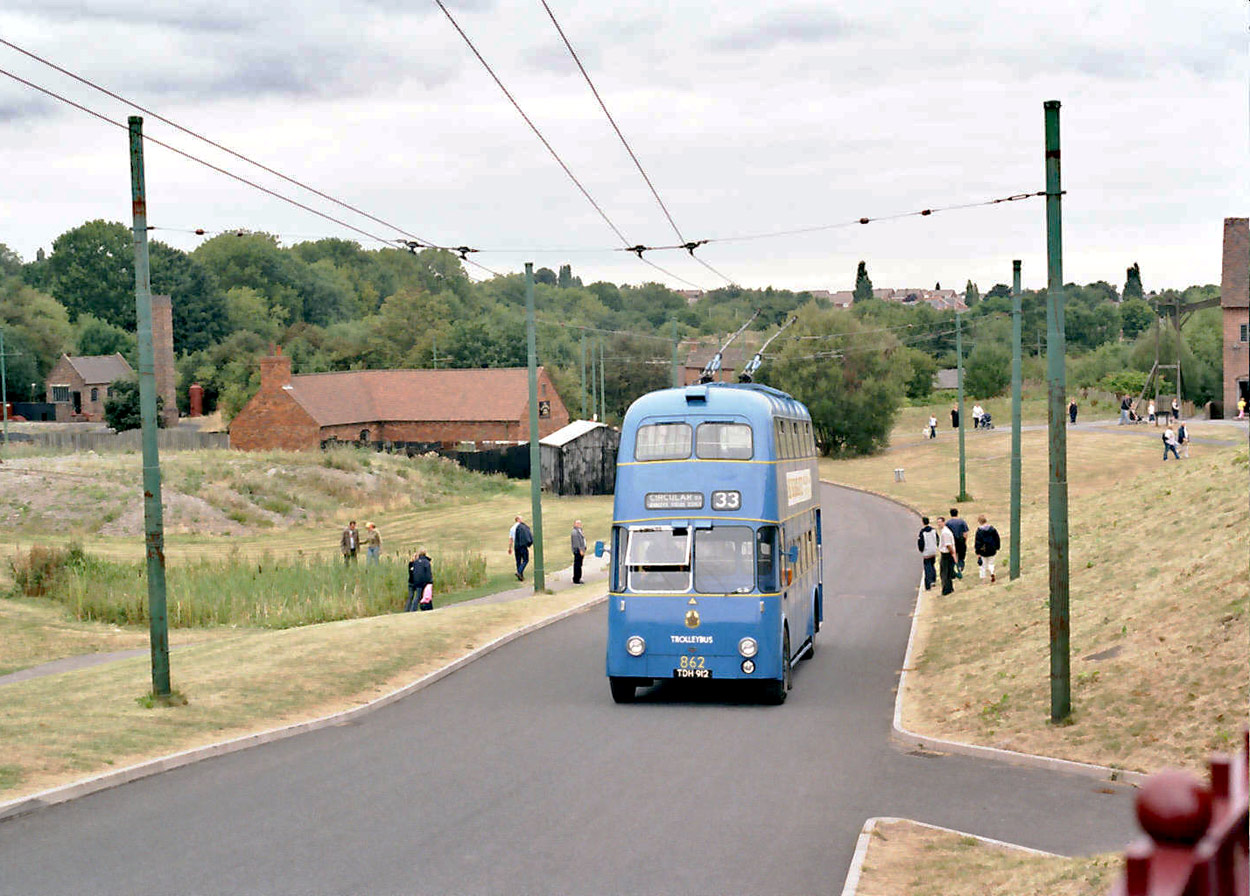
Oberleitungsbus aus Walsall in Fahrt
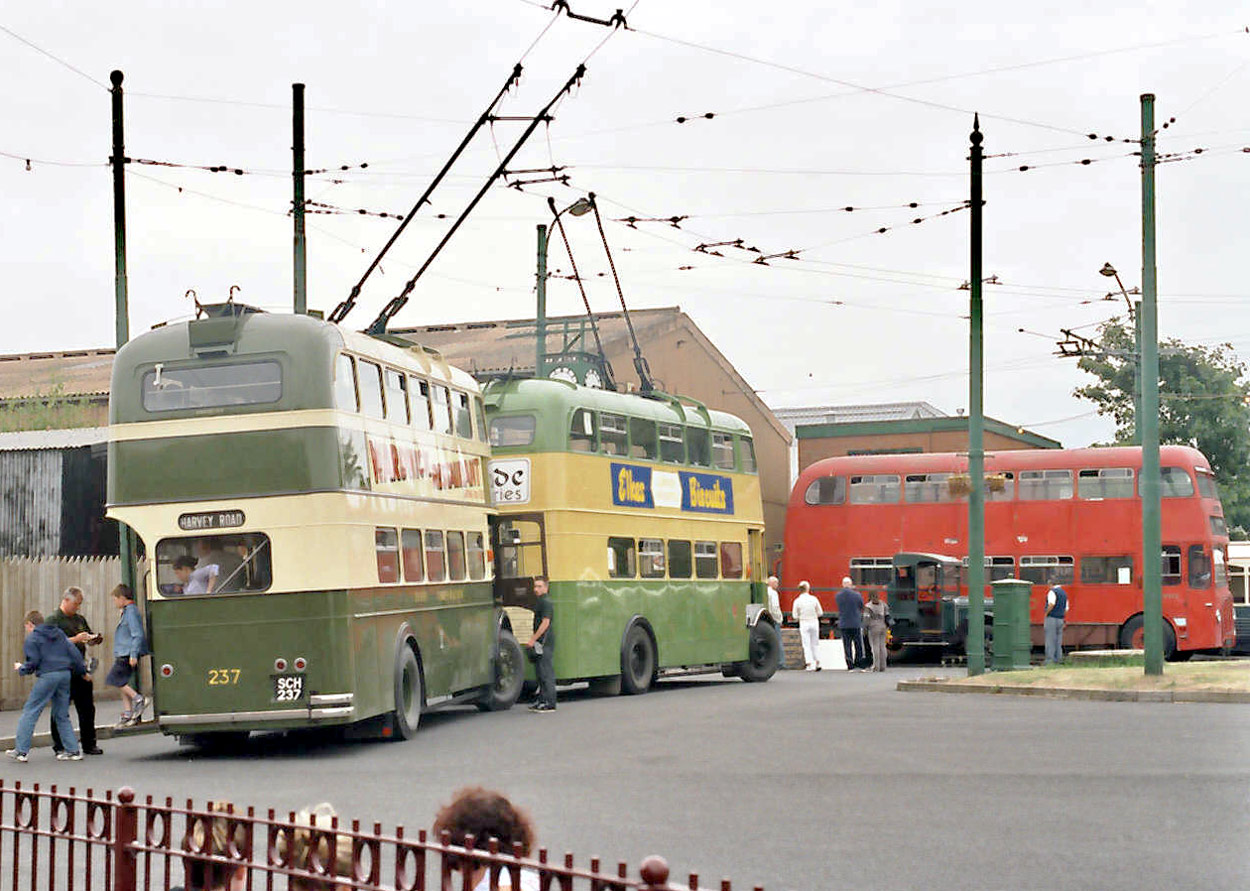
Trolleybusse aus Wolverhampton (vorn) und Derby, im Hintergrund ein BMMO D9 Dieselbus von Miland Red
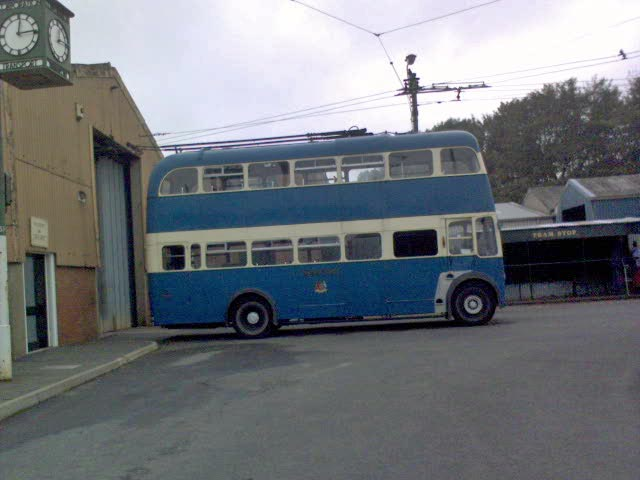
Oberleitungsbus vor der Wagenhalle
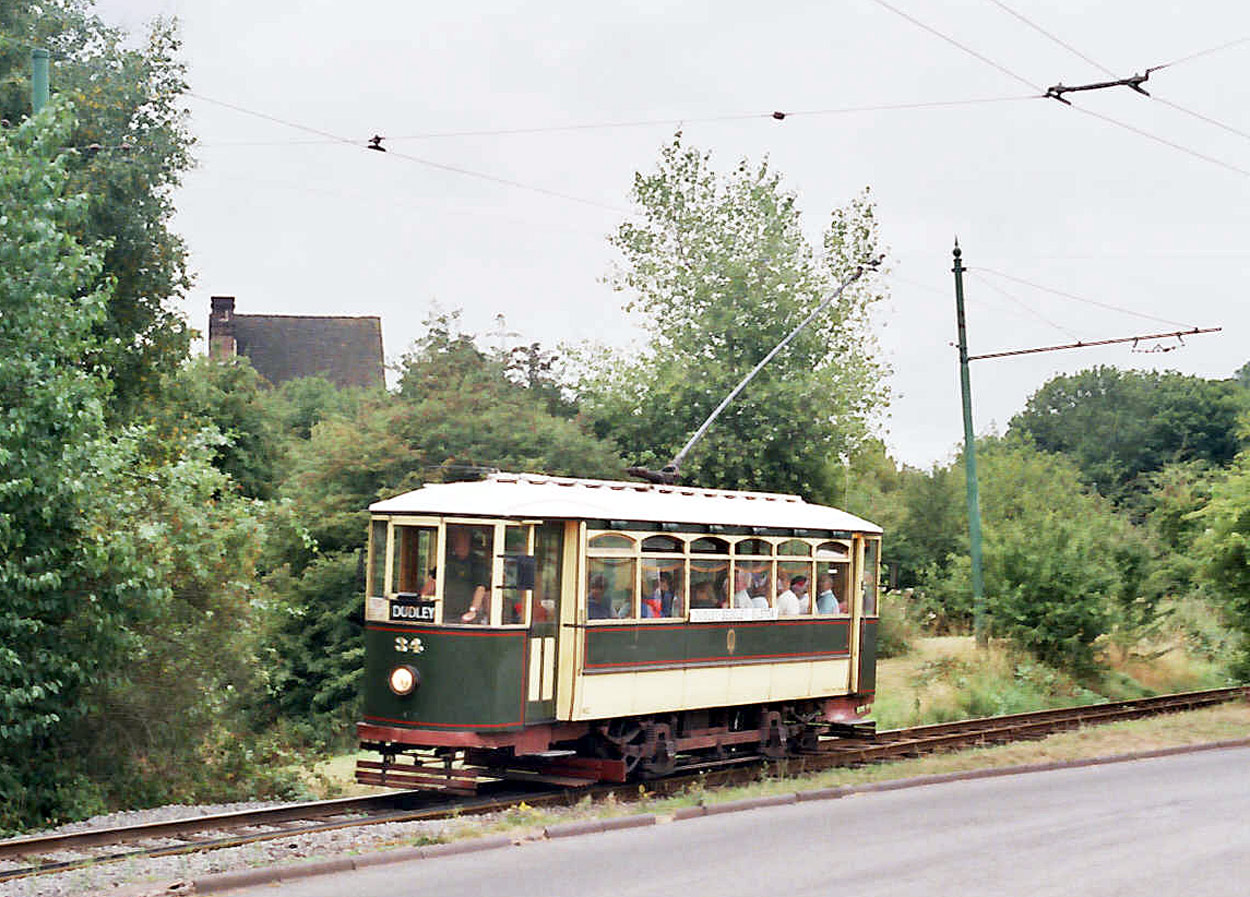
Straßenbahnwagen Nr. 34 aus Dudley auf der eingleisigen Strecke